# Krivoklátske bradlá
Krivoklátske bradlá este o arie protejată (arie specială de conservare — SAC, sit de importanță comunitară — SCI) din Slovacia întinsă pe o suprafață de 64,49 ha, integral pe uscat.

## Localizare
Centrul sitului Krivoklátske bradlá este situat la coordonatele 49°02′28″N 18°09′19″E / 49.041111°N 18.155278°E.

## Înființare
Situl Krivoklátske bradlá a fost declarat sit de importanță comunitară în aprilie 2004 pentru a proteja 3 specii de animale. Situl a fost protejat și ca arie specială de conservare în martie 2004.

## Biodiversitate
Situată în ecoregiunea alpină, aria protejată conține 7 habitate naturale: Păduri de fag din Europa Centrală dezvoltate pe sol calcaros cu Cephalanthero-Fagion, Pante stâncoase calcaroase cu vegetație casmofită, Păduri de fag Luzulo-Fagetum, Păduri de fag Asperulo-Fagetum, Păduri pe pante, grohotișuri și ravene de Tilio-Acerion, Pajiști carstice calcaroase sau bazofile, de Alysso-Sedion albi, Pajiști uscate seminaturale și facies de acoperire cu tufișuri pe substraturi calcaroase (Festuco-Brometalia) (* situri importante pentru orhidee).
La baza desemnării sitului se află mai multe specii protejate:
- mamifere (1): liliac comun (Myotis myotis)
- nevertebrate (2): fluturele de noapte (Eriogaster catax), fluturele purpuriu (Lycaena dispar)

Pe lângă speciile protejate, pe teritoriul sitului au mai fost identificate 6 specii de plante, 2 specii de amfibieni, 10 specii de mamifere, 5 specii de nevertebrate, 1 specie de pești, 3 specii de reptile.